# John Skovbjerg
John Skovbjerg (* 22. Januar 1956) ist ein ehemaliger dänischer Langstreckenläufer, der sich auf die Marathondistanz spezialisiert hatte.
1982 gewann er den Oslo-Marathon, 1983 wurde er dänischer Meister im Marathonlauf und belegte bei den Leichtathletik-Weltmeisterschaften in Helsinki den 37. Platz. Der bedeutendste Erfolg seiner Karriere war sein Sieg beim Berlin-Marathon 1984 in persönlicher Bestzeit von 2:13:35 h. Beim Vienna City Marathon wurde er 1985 und 1986 Zweiter, jeweils nur geschlagen von Gerhard Hartmann.